# メートリアークステークス
メートリアークステークス（Matriarch Stakes）は、アメリカ合衆国のデルマー競馬場にて開催される競馬の競走である。

## 概要
牝馬限定の芝のマイルGI。ブリーダーズカップ・ワールド・サラブレッド・チャンピオンシップの後に行われるので、ブリーダーズカップ・フィリー&メアターフやブリーダーズカップ・マイルで結果を残せなかった馬が出走してくることが多い。
2013年まではハリウッドパーク競馬場で開催されていたが、同競馬場の閉鎖により、2014年からはデルマー競馬場で開催される。

## 近年の勝ち馬
- 2024 Sacred Wish
- 2023 Surge Capacity
- 2022 Regal Glory
- 2021 Regal Glory
- 2020 Viadera
- 2019 Got Stormy
- 2018 Uni
- 2017 Off Limits
- 2016 Miss Temple City
- 2015 Stormy Lucy
- 2014 La Tia
- 2013 Egg Drop
- 2012 Better Lucky
- 2011 Star Billing
- 2010 Gypsy's Warning
- 2009 Ventura
- 2008 Cocoa Beach
- 2007 Precious Kitten
- 2006 Price Tag
- 2005 中止
- 2004 Intercontinental
- 2003 Heat Haze
- 2002 Dress to Thrill
- 2001 Starine